# Non ci sarò/Franchezza
Non ci sarò/Franchezza è il primo singolo della cantante italiana Orietta Berti pubblicato nel 1962 dalla casa discografica Karim.

## Descrizione
Il brano Franchezza è la traduzione italiana del brano Franqueza, portato al successo da Nora Ney..
Entrambi i brani sono arrangiati da Attilio Donadio; sono poi stati riproposti in una nuova versione nel 1999 contenuti nell'album Incompatibili ma indivisibili, tra l'altro è stato aggiunto il brano Franqueza in lingua originale.

## Tracce
LATO A
1. Non ci sarò (testo: Giorgio Calabrese – musica: Elio Isola)

LATO B
1. Franchezza (testo: Giorgio Calabrese – musica: Denis Brean e Oswaldo Guilherme)